# ТЕЦ Ясси II
ТЕЦ Ясси II (Холбока) — теплоелектроцентраль на північному сході Румунії, розташована на східній околиці міста Ясси.
У 1986—1988 роках на майданчику ТЕЦ стали до ладу три блоки, кожен з яких мав паровий котел CR-1244 продуктивністю 420 тонн пари на годину та парову турбіну потужністю 50 МВт. Станом на середину 2000-х на станції діяли два енергоблоки.
Як паливо ТЕЦ спершу використовувала буре вугілля, проте в кінці 1990-х була модернізована під спалювання кам'яного вугілля.
Для видалення продуктів згоряння спорудили димар заввишки 164 метри.
Можливо також відзначити, що з 1960-х років у центральній частині міста Ясси діє ТЕЦ Ясси I.